# Coats (Carolina del Nord)
Coats és una població dels Estats Units a l'estat de Carolina del Nord. Segons el cens del 2000 tenia 1.845 habitants.

## Demografia
Segons el cens del 2000, Coats tenia 1.845 habitants, 755 habitatges i 471 famílies. La densitat de població era de 516,2 habitants per km².
Dels 755 habitatges en un 28,2% hi vivien nens de menys de 18 anys, en un 46,8% hi vivien parelles casades, en un 11% dones solteres, i en un 37,6% no eren unitats familiars. En el 29,7% dels habitatges hi vivien persones soles l'11,1% de les quals corresponia a persones de 65 anys o més que vivien soles. El nombre mitjà de persones vivint en cada habitatge era de 2,44 i el nombre mitjà de persones que vivien en cada família era de 2,99.
Per edats la població es repartia de la següent manera: un 23,1% tenia menys de 18 anys, un 13,4% entre 18 i 24, un 32,7% entre 25 i 44, un 18,2% de 45 a 60 i un 12,6% 65 anys o més.
L'edat mediana era de 32 anys. Per cada 100 dones de 18 o més anys hi havia 96,4 homes.
La renda mediana per habitatge era de 26.023 $ i la renda mediana per família de 43.274 $. Els homes tenien una renda mediana de 25.296 $ mentre que les dones 23.203 $. La renda per capita de la població era de 16.468 $. Entorn del 12,1% de les famílies i el 21,1% de la població estaven per davall del llindar de pobresa.

## Poblacions més properes
El següent diagrama mostra les poblacions més properes.